# Facultad de Lenguas Extranjeras (Universidad de Colima)
La Facultad de Lenguas Extranjeras es una facultad perteneciente a la Universidad de Colima. La Facultad de Lenguas Extranjeras (FLEX) se encuentra ubicada dentro del campo de la lingüística y su enseñanza. Esta encuentra ubicada en el campus de Villa de Álvarez.

## Historia
La Universidad de Colima mediante el acuerdo n.º 43 del año de 1985 creó la Escuela de Lenguas Extranjeras con la finalidad de satisfacer las necesidades de la misma Universidad en relación con la investigación, docencia, acopio, publicación y extensión dentro del campo de la lingüística aplicada a la enseñanza de lenguas.

## Programas
Licenciatura
- Licenciatura en Enseñanza de Lenguas

Diplomados
La Facultad de Lenguas Extranjeras cuenta con diplomados sabatinos y vespertinos en diferentes idiomas.
- Diplomado en Inglés
- Diplomado en Francés
- Diplomado en Italiano
- Diplomado en Holandés
- Diplomado en Alemán
- Diplomado en Japonés
- Diplomado en Nahuatl

Además cuenta con cursos de preparación para exámenes internacionales como el TOEFL y FCE.